# Stanislavich Miklós
Stanislavich Miklós OFMConv (Craiova, Olténia, 1694. május 9. – Temesvár, 1750. április 26.): megyéspüspök.

## Életútja
Bolgár származású. 1724. június 11-én nikopoliszi (Palesztina) felszentelt püspök, 1739. október 21-én kinevezett, 1740. szeptember 30-án tényleges csanádi püspök. Kormányzása idején, 1742-ben történt az úgynevezett 2. nagy bánáti telepítés. Őmaga három bánáti faluba (Óbesenyő, Vinga, ?) telepített le katolikus bolgárokat. Sírja a temesvári székesegyházban.